# Bob Ney

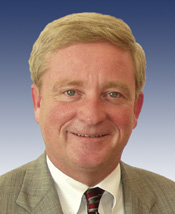
Bob Ney

Bob Ney (Wheeling (West Virginia), 5 juli 1954) is een Amerikaans politicus uit de staat Ohio. Hij was lid van het Amerikaans Huis van Afgevaardigden voor de Republikeinse Partij, totdat hij in november 2006 aftrad, in navolging van het Jack Abramoff-schandaal.
Op 13 oktober 2006 verklaarde Ney zich schuldig aan samenzwering en meineed. Voor zijn rol in het Jack Ambramoff-schandaal kreeg Ney in januari 2007 een gevangenisstraf van 30 maanden.
- International Standard Name Identifier: 0000 0001 1789 9807
- Library of Congress Control Number: no96000311
- Nationale Bibliotheek van Tsjechië: mzk2005282457
- Biographical Directory of the United States Congress: N000081
- Virtual International Authority File: 167214280
- WorldCat: E39PBJbCRWpRRGFfF4PxfKwQv3